# 重华镇
重华镇，是中华人民共和国四川省绵阳市江油市下辖的一个乡镇级行政单位。2019年12月，撤销铜星乡，将其所属行政区域划归重华镇管辖，重华镇人民政府驻灵溪街377号。

## 行政区划
重华镇下辖以下地区：
公安社区、双河村、集体村、大兴村、平桥村、福胜村、广利村、星顺村、双石村和华红村。